# Rechtvaardiging (kennistheorie)

Volgens Plato situeert kennis zich op het snijvlak van waarheid en geloof.

Rechtvaardiging is binnen de kennistheorie de eigenschap van een overtuiging die deze kwalificeert als kennis in plaats van louter als mening. Debatten rondom epistemische (kentheoretische) rechtvaardiging richten zich vaak op hoe rechtvaardiging is opgebouwd. Hierbij gaat het om de overweging of er fundamentele overtuigingen bestaan die vanuit zichzelf gerechtvaardigd kunnen worden, of dat het genoeg is als verschillende ideeën goed op elkaar aansluiten om ze samen als gerechtvaardigd te zien. Een ander belangrijk discussiepunt is waar rechtvaardiging vandaan komt, zoals uit waarnemingen, logisch redeneren en het vertrouwen op wat experts zeggen.

## Theorieën
Er bestaan diverse opvattingen over wat rechtvaardiging inhoudt, voornamelijk gericht op de vraag: "Hoe zeker moeten we zijn dat onze overtuigingen overeenkomen met de werkelijkheid?" Verschillende theorieën over rechtvaardiging stellen uiteenlopende voorwaarden voordat een overtuiging als gerechtvaardigd kan worden beschouwd. Theorieën over rechtvaardiging omvatten doorgaans ook andere aspecten van de kennistheorie, zoals het definiëren van kennis. Bekende theorieën van rechtvaardiging omvatten:

### Foundationalisme
Basisovertuigingen rechtvaardigen andere, niet-basis overtuigingen. Je kunt bijvoorbeeld alleen weten dat je een hartaandoening hebt als je een aantal andere beweringen kent, zoals dat je artsen dit rapporteren en dat artsen betrouwbaar zijn. De steun die deze overtuigingen bieden voor je overtuiging dat je een hartziekte hebt, illustreert dat je eerste overtuiging epistemisch afhankelijk is van deze twee andere overtuigingen. Wanneer je maar genoeg doorvraagt, is iedere overtuiging gebaseerd op een aanname die niet verder onderbouwd kan worden, maar simpelweg zelf-evident wordt geacht.

### Coherentisme
Overtuigingen zijn gerechtvaardigd als ze overeenstemmen met andere overtuigingen die een persoon heeft. Elke overtuiging is gerechtvaardigd als deze past binnen het algehele systeem van overtuigingen. In de epistemologie staat coherentisme tegenover foundationalisme. Coherentisme is vaak gecombineerd met de idealistische doctrine dat de werkelijkheid bestaat uit of alleen kenbaar is door ideeën of oordelen.

### Infinitisme
Overtuigingen worden gerechtvaardigd door oneindige reeksen van redeneringen. Er wordt gesteld dat iemand, laten we zeggen S, alleen een goede reden heeft om iets te geloven, noemen we dat p, als er een eindeloze reeks van verschillende redenen is die S kan gebruiken. Voor elk argument dat je gebruikt om p te ondersteunen, moet er een nieuw argument zijn dat het vorige ondersteunt, en dit gaat zo door zonder ooit te stoppen of zich te herhalen.

### Foundherentisme
Zowel feilbare fundamenten als samenhang vormen onderdelen van de rechtvaardiging. Het foundherentisme is bedacht door Susan Haack. Haack betoogt dat zowel foundationalisme als coherentisme niet alle mogelijkheden dekken, en dat een tussenliggende theorie aannemelijker is dan een van beide. Ze legt uit dat je het belang van persoonlijke ervaring voor het onderbouwen van wat we geloven (zoals foundationalisme doet met ervaring) kunt combineren met het idee dat onze overtuigingen van elkaar afhankelijk zijn en elkaar ondersteunen (een idee uit het coherentisme), zonder dat je per se een paar basisovertuigingen nodig hebt die alles ondersteunen.

### Externalisme
De gelovige moet een geloof kunnen rechtvaardigen door interne kennis. Geen enkel feit over de wereld kan onafhankelijk van verlangens en overtuigingen redenen geven voor actie. Enkel externe factoren, namelijk buiten het psychologische deel van de persoon die de kennis vergaart, kunnen fungeren als goede voorwaarden voor kennis.

### Internalisme
Externe kennisbronnen kunnen worden gebruikt om een overtuiging te rechtvaardigen. Redenen moeten geïdentificeerd worden met objectieve kenmerken van de wereld. De kennisgronden zijn te vinden in de menselijke geest zelf: er moet aan bepaalde psychologische voorwaarden voldaan worden.

### Evidentialisme
Overtuigingen hangen uitsluitend af van het bewijs dat ervoor bestaat. Iemand is gerechtvaardigd om iets te geloven als en alleen als die persoon bewijs heeft dat die overtuiging ondersteunt. Het stelt dat hoewel een overtuiging zonder bewijs nuttig kan zijn, het toch een bepaalde epistemische plicht schendt.

### Gereformeerde epistemologie
Overtuigingen zijn gerechtvaardigd door correcte cognitieve functies. Dit is voorgesteld door Alvin Plantinga. De kerngedachte is dat overtuigingen gerechtvaardigd kunnen worden door meer dan alleen bewijs, in tegenstelling tot de standpunten van het evidentialisme.

### Reliabilisme
Een overtuiging is gerechtvaardigd als deze het resultaat is van een betrouwbaar proces. Procesreliabilisme is de meest voorkomende vorm van reliabilisme. De simpelste vorm hiervan met betrekking tot kennis van een bepaalde stelling p houdt in dat iemand, laten we zeggen S, alleen echt weet dat p waar is als drie dingen kloppen: S gelooft dat p waar is, p is inderdaad waar, en de overtuiging van S dat p waar is, komt voort uit een betrouwbaar proces.

### Infallibilisme
Kennis is onverenigbaar met de mogelijkheid om het mis te hebben. Om echt iets te weten, moet je in staat zijn om alle mogelijke fouten uit te sluiten. Dit betekent dat je, om zeker te zijn van je kennis, moet begrijpen dat alle andere opties niet kloppen.

### Fallibilism
Beweringen kunnen worden geaccepteerd, ook al kunnen ze niet definitief bewezen of gerechtvaardigd worden. Geen enkele overtuiging (theorie, visie, these, enzovoort) kan ooit op een doorslaggevende manier rationeel ondersteund of gerechtvaardigd kan worden. De term werd eind 19e eeuw bedacht door de Amerikaanse filosoof Charles Sanders Peirce, als reactie op het foundationalisme.

### Niet-justificationisme
Kennis wordt geproduceerd door beweringen aan te vallen en te weerleggen, in plaats van ze te rechtvaardigen. Door het idee van rechtvaardiging los te laten, vindt de voorstander van non-justificationisme dat kennis en logica, denken en wetenschap, niet absoluut zeker of perfect zijn. Maar dat betekent niet dat we alles als even waar moeten zien.

### Filosofisch scepticisme
Kennis is onmogelijk of onbeslisbaar. De menselijke geest is van nature onbekwaam om iets met zekerheid te weten. Onze premissen zijn gebaseerd op andere premissen, we kunnen niets zeker weten en de betrouwbaarheid van alles dient in twijfel getrokken te worden. Ook moeten we voortdurend op onze oordelen reflecteren.